# Дубовка (приток Пяши)
Дубовка — балка в России, расположен в Пензенской области. Устье реки находится в 1,4 км по левому берегу реки Пяши. Длина реки — 13 км. Площадь водосборного бассейна — 33,7 км².

## Данные водного реестра
По данным государственного водного реестра России относится к Донскому бассейновому округу, водохозяйственный участок реки — Хопёр от истока до впадения реки Ворона, речной подбассейн реки — Хопер. Речной бассейн реки — Дон (российская часть бассейна).